# Marvin Heiferman

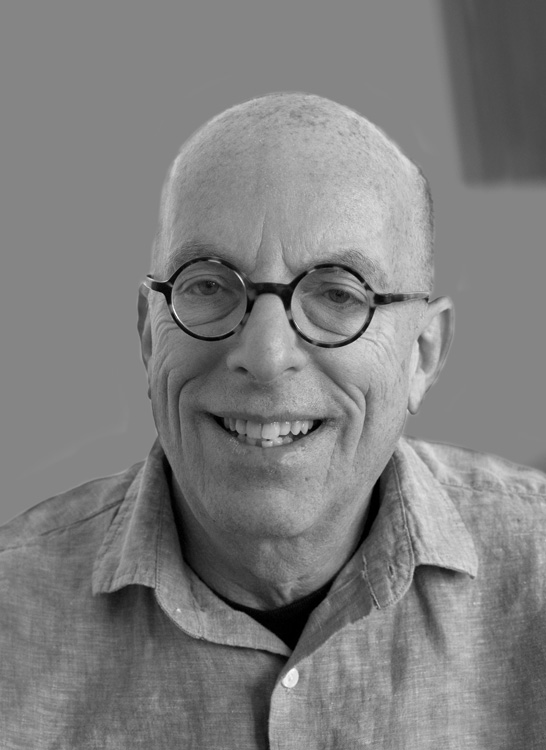
Marvin Heifermann, 2011

Marvin Heiferman (* 1948) ist ein amerikanischer Kurator, Fotograf und Buchautor mit Projekten über die Bedeutung von fotografischen Bildern auf Kunst und visuelle Kultur für Museen, Galerien, Verlagen und Unternehmen.

## Wirken
Als stellvertretender Director der LIGHT-Gallery, New York (1971–1974), Direktor der Castelli Grafiken und Fotografien, New York (1975–1982), Vertreter der Künste (1982–1988) und freier Kurator (seit 1989) organisierte Heiferman Ausstellungen und arbeitete mit einer Vielzahl von Künstlern und Fotografen wie Eve Arnold, Garry Winogrand, Robert Mapplethorpe, Stephen Shore, Lewis Baltz, William Eggleston, Robert Adams, Nan Goldin, John Waters und Richard Prince. Er ist bekannt als ein Meister der Farbe, Erzählung und Fotografie.
Heiferman setzte den Schwerpunkt seiner Arbeit in der Mitte der 1980er Jahre in die Entwicklung von Projekten zur Untersuchung der Auswirkungen der Bilder zu Geschichte, Gesellschaft, Kultur und Alltag. Im Jahr 1991 wurde Heiferman Gründungspartner (mit Carole Kismaric) von Lookout, einem Unternehmen, das innovative Ausstellungen und Kulturprojekte durchführte für die wichtigsten Museen (einschließlich Ruhm nach Fotografie, Museum of Modern Art, 1999) sowie humanitären Organisationen, Verlage und Medienunternehmen.

## Veröffentlichungen (Auswahl)
- Marvin Heiferman, John G. Hanhardt und Lisa Phillips: Image World: Art and Media Culture. Whitney Museum of Art, November 1989, ISBN 978-0-87427067-9.[1]
- Marvin Heiferman (Hrsg.), Merry A. Foresta (Vorwort), Robert Adams: Photography Changes Everything. Aperture, 4. Juni 2012, ISBN 978-1-59711199-7.[2]
- John Richardson, Marvin Heiferman: Picasso and the Camera. Gagosian / Rizzoli, 2014, ISBN 978-0-84784591-0.[3]
- David Leventi (Autor, Fotograf), Marvin Heiferman (Redakteur): Opera. Damiani, 2015, ISBN 978-8-86208397-3.
- mit Martin Parr: Autoportrait (Hors Catalogue). Dewi Lewis Publishing, 2002, ISBN 978-1-89923572-8.
- John Maloof (Hrsg.), Marvin Heiferman und Howard Greenberg: Vivian Maier: A Photographer Found. Harper Design, London 2014, ISBN 978-0-06230553-4.

## Belege
1. ↑  Image World: Art and Media Culture (Englisch) Taschenbuch – 1. November 1989
2. ↑  Photography Changes Everything
3. ↑  Picasso and the Camera (Englisch) Taschenbuch – 18. November 2014

| Personendaten    | Personendaten                                 |
| ---------------- | --------------------------------------------- |
| NAME             | Heiferman, Marvin                             |
| KURZBESCHREIBUNG | US-amerikanischer Kurator, Fotograf und Autor |
| GEBURTSDATUM     | 1948                                          |